# USS Jackson (LCS-6)
USS Jackson (LCS-6) – amerykański okręt do walki w strefie przybrzeżnej typu Independence. Trzeci okręt typu wszedł do służby w US Navy w 2015 roku. Jednostka została nazwana imieniem leżącego w stanie Missisipi miasta Jackson. Był to pierwszy okręt w historii United States Navy noszący imię „Jackson”.

## Projekt i budowa
Po zamachu na niszczyciel rakietowy USS „Cole” w październiku 2000, w którym zginęło 17 marynarzy, dowództwo US Navy dostrzegło potrzebę posiadania jednostek przystosowanych do działania na wodach przybrzeżnych. Po zamachach z 11 września 2001 i rozpoczęciu „wojny z terroryzmem”, podjęto decyzję o opracowaniu nowego typu okrętów, które byłyby szybsze, tańsze i łatwiejsze w budowie niż do tej pory używane w US Navy okręty. W wyniku prac koncepcyjnych rozpoczętych w październiku 2001 opracowano szczegółowe wymagania, jakie powinny spełniać nowe okręty. Oprócz dużej prędkości i zwrotności, okręty miały być zbudowane w technologii modułowej, która miała umożliwiać szybkie dostosowanie okrętów do konkretnych misji. Prace nad nowymi prototypowymi okrętami zlecono koncernom zbrojeniowym General Dynamics i Lockheed Martin. Szybkie tempo opracowania całego projektu przy zachowaniu niewielkich kosztów miało być osiągnięte dzięki wykorzystaniu przy budowie okrętów technologii opracowanych na potrzeby rynku cywilnego. Jednostki prototypowe, opracowywane niezależnie, miały zostać poddane testom porównawczym, które miały zadecydować o złożeniu zamówień na budowę jednostek seryjnych.
Zamówienie na trzecią jednostkę typu Independence budowaną przez General Dynamics w stoczni Austal USA zostało złożone 29 grudnia 2010 roku. Rozpoczęcie budowy USS „Jackson” (LCS-6) miało miejsce 18 października 2012 roku. Wodowanie nastąpiło 14 grudnia 2013 roku.

## Dane taktyczno-techniczne

### Kadłub
Konstrukcja kadłuba „Jackson” została opracowana na podstawie doświadczeń, które australijska stocznia Austal zdobyła przy budowie licznych szybkich promów pasażerskich dla odbiorców cywilnych. Kadłub powstał w układzie trimarana, który ma zapewnić jednostce uzyskanie dużych prędkości (jednak mniejszych niż konkurencyjny typ Freedom z powodu większego oporu hydrodynamicznego) oraz wysokiej manewrowości. Duża szerokość kadłuba w części rufowej okrętu pozwoliła na stworzenie stabilnego lądowiska dla śmigłowców pokładowych. Wykonany z aluminium kadłub, w części rufowej posiada obszerną ładownię, do której dostęp zapewnia rufowa rampa i boczne wrota na prawej burcie. Rampa rufowa pozwala na wodowanie małych jednostek pływających przy stanie morza do 4 stopni w skali Beauforta. Przyjęte założenia konstrukcyjne (kadłub z aluminium) sprawiają, że okręt nie jest odporny na pożar ani uszkodzenia w trakcie misji bojowej (nie posiada opancerzenia). Nie może pływać po zamarzniętym akwenie (zerowa klasa lodowa).
„Jackson” został zbudowany niemal w układzie klasycznego cywilnego trimarana, charakteryzującego się małym zanurzeniem i wypornością, a tym samym ograniczeniami co do ilości zabieranego wyposażenia.
Zastosowano kombinowaną siłownię w układzie CODAG składającą się z dwóch turbin gazowych i dwóch silników wysokoprężnych, które napędzają cztery pędniki strugowodne Rolls Royce KaMeWa.

### Uzbrojenie
Stałe uzbrojenie składa się z armaty uniwersalnej kalibru 57 mm, systemu samoobrony krótkiego zasięgu SeaRAM z rakietami RIM-116 oraz 4 wkm kalibru 12,7 mm. Z założenia główna część uzbrojenia miała składać się z wymiennych modułów, które byłyby dobierane w zależności od misji okrętu:
- Mine Warfare (MIW), zawiera wiele elementów przeciwpodwodnych w tym AN/WLD-1 Remote Minehunting UUV System – bezzałogowy zdalnie sterowany pojazd przeciwminowy, AN/AQS-20A – holowany sonar i inne czujniki do wykrywania min, Organic Airborne Surface Influence Sweep (OASIS), Airborne Laser Mine Detection System (AES-1 ALMDS), Airborne Mine Neutralization System (AMNS), Rapid Airborne Mine Clearance System (RAMICS), działko 30 mm z amunicją superkawitacyjną i inne.
- Anti-submarine Warfare (ASW), pakiet broni przeciwpodwodnej obejmuje system obserwacji przestrzeni podwodnej SEA TALON (Tactical Littoral Ocean Network) opracowany przez Lockheed Martin Maritime Systems & Sensors, który integruje system sensorów akustycznych okrętu z półzanurzalnymi pojazdami i zespoły komunikacji sieciocentrycznej. Sensory pasywne obejmują:
  - Advanced Deployable System (ADS) – szybko i łatwo montowaną w dnie okrętu antenę obserwacji akustycznej;
  - półzanurzalny AN/WLD-1 (wchodzący również w skład modułu przeciwminowego) z systemem walki przeciwpodwodnej;
  - holowany Remote Towed Active Source (TRAS) sonar aktywny;
  - wielozakresową antenę z wielofunkcyjnym sonarem aktywnym (Multiband Transducer), której zadaniem jest mylenie wrogich okrętów podwodnych i torped;
  - śmigłowiec MH-60R/S (przenoszący torpedy Mark 54 MAKO, boje sonarowe, skonstruowany przez Raytheon lotniczy sonar niskiej częstotliwości AN/AQS-22) oraz bezzałogowe pojazdy nawodne;
  - USV (zanurzalny sonar, multistatyczny sonar aktywny oraz ULITE ultralekki sonar holowany) opracowany przez General Dynamics Robotics.
- Surface Warfare (SUW), dwuprowadnicowa wyrzutnia pocisków przeciwokrętowych Harpoon lub dziobowy moduł SSMM z 24-komorową wyrzutnią (M299 VLS) rakiet Hellfire[6]

W 2018 roku na mocy decyzji Kongresu zarzucono koncepcję okrętów z wymiennymi modułami na rzecz okrętów z określoną stałą specjalizacją. Równocześnie ograniczono finansowanie prac nad rozwojem przeznaczonych dla tych okrętów modułów.

## Służba

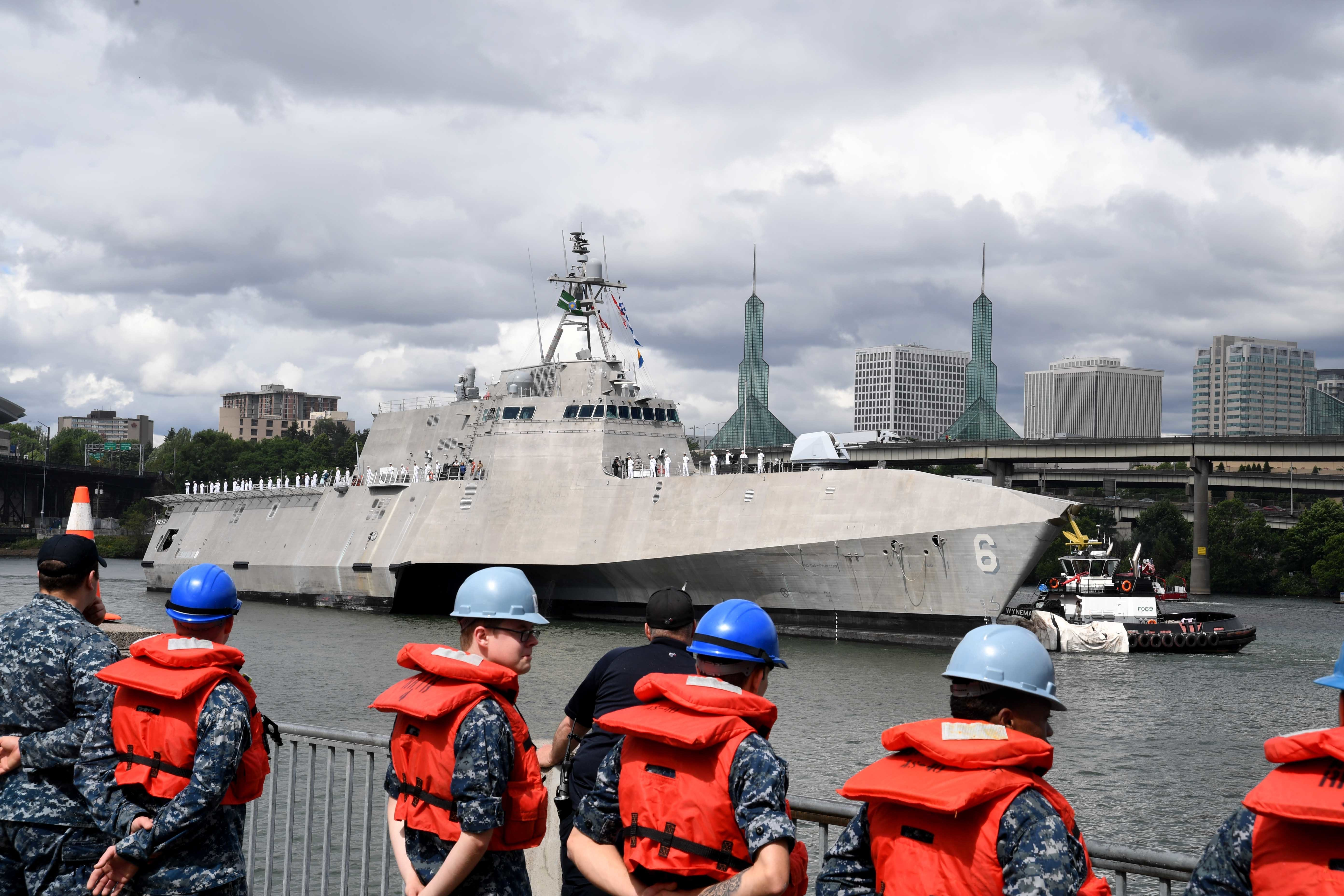
Przybycie USS Jackson (LCS 6) do Portlandu 8 czerwca 2017 roku

USS „Jackson” wszedł do służby 5 grudnia 2015 roku podczas uroczystej ceremonii w Gulfport w stanie Missisipi. Po wejściu do służby okręt poddano serii zwyczajowych testów wytrzymałości kadłuba, polegających na bliskiej detonacji umieszczonych w wodzie ładunków wybuchowych o masie 4,5 t. Trzeci ostatni test tego typu zakończył się 16 lipca 2016 roku.
We wrześniu 2016 roku w drodze na Zachodnie Wybrzeże okręt wizytował dwa zagraniczne porty Panamę i Manzanillo. W maju 2017 roku w pobliżu Point Mugu okręt testował swój system samoobrony krótkiego zasięgu SeaRAM. 8 czerwca 2017 roku podczas wizyty w Portlandzie uczestniczył w odbywającym się tam Festiwalu Róż. W czerwcu 2019 roku na poligonie morskim Point Mugu okręt testował moduł SSMM z pociskami przeznaczonymi do atakowania celów lądowych, testy tego modułu prowadził także w sierpniu tego roku.
W październiku 2021 roku „Jackson” uczestniczył w międzynarodowych ćwiczeniach PASSEX, gdzie ćwiczył u wybrzeży Filipin m.in. z japońskim niszczycielem „Yūdachi” i niemiecką fregatą „Bayern”. W maju 2023 roku uczestniczył u wybrzeży Tajlandii w ćwiczeniach CARAT i PHOTEX.